# 錫珍
錫珍（1847年—1889年），字仲儒，號席卿，額爾德特氏，蒙古鑲黃旗人。清朝政治人物，進士出身，吏部尚書。

## 生平
同治七年進士。同治十年，翰林院編修。同治十二年，侍講學士，日講起居注官。十三年，咸安宮總裁。光緒一年，詹事府詹事。光绪四年，都察院左副都御史。五年，工部右侍郎，正黃旗漢軍副都統。七年，鑲紅旗滿洲副都統。八年，鑲黃旗滿洲副都統。十年，刑部尚書。十二年，鑲白旗滿洲都統，吏部尚書，會試正考官。十五年，兼署鑲黃旗漢軍都統。
府邸位于北京方家胡同。著有《锡席卿先生遗稿》（自订稿），其诗作录入正蓝旗汉军进士胡俊章辑《春明诗课汇选》。

## 家庭
- 始祖廷弼。
- 世祖旺鉴。
- 世祖满色。
- 高祖德克精额，三等侍卫。
- 曾祖乾隆辛卯科進士簡勤公和瑛。
- 祖父两江总督勤襄公璧昌。祖母金佳氏（父正黄旗满洲福英，祖父勤恪公金簡，祖姑母金佳氏封乾隆帝之淑嘉皇貴妃，姑母金佳氏嫁内务府正白旗汉军李海慶（其父乾隆丁巳恩科進士李質穎））。
- 父同福，早逝。母爱新觉罗氏（父嘉庆十四年己巳进士镶蓝旗宗室惟勤 (清朝宗室)）。胞兄直隶总督恭勤公恆福；其女额尔德特氏，分别嫁光緒三年（1877年）丁丑科二甲進士鑲白旗宗室盛昱、宗室隆普（父肅恪親王華豐）。
- 胞姊額爾德特氏錫婉，嫁鑲紅旗宗室溥楣。
- 长子端恭，內務府主事。
- 女一額爾德特氏，嫁宗室溥綱（父莊親王載勛）。
- 胞侄女額爾德特氏，嫁镶红旗宗室存正（父光緒丙戌進士宗室吉紳，太高祖敦敏（胞弟敦誠））。
- 孙女额尔德特氏文绣，系末代皇帝溥儀之淑妃。

## 生平
同治七年（1868年），登進士，改翰林院庶吉士。同治十年，任翰林院編修。次年改翰林院侍講。同治十一年（1872年），充文淵閣校理。次年改翰林院侍讀、侍講學士、日講起居注官。同治十三年，任咸安宮總裁、侍讀學士。光緒元年，任山東鄉試正考官、詹事府少詹事、詹事府詹事。光緒三年，任通政使司通政使。光緒四年，任都察院左副都御史。光緒五年，任理藩院右侍郎、工部右侍郎，錢法堂事務。同年改正黃旗漢軍副都統、兵部右侍郎。光緒五年，管理右翼幼官學事務。次年，任鑲白旗漢軍副都統、工部右侍郎。光緒七年，署正白旗護軍統領、鑲紅旗滿洲副都統。光緒七年，任吏部右侍郎，兼署兵部右侍郎。光緒八年，任鑲黃旗滿洲副都統，兼署戶部右侍郎，兼署倉場侍郎、刑部右侍郎、刑部左侍郎。光緒十年，任都察院左都御史。同年改總理各國事務大臣、刑部尚書、鑲白旗漢軍都統，管理戶部三庫事務等。光緒十二年，任鑲白旗滿洲都統、吏部尚書，充任會試正考官、崇文門正監督、會典館副總。光緒十四年，任鑲紅旗蒙古都統、鑲黃旗漢軍都統。
著有《朝鲜日记》、《台湾日记》、《喀尔喀日记》。